# Jonathon Trent
Jonathon Trent (* 5. Juni 1984 in Los Angeles, Kalifornien) ist ein US-amerikanischer Schauspieler und Filmschaffender.

## Leben
Trent wurde am 5. Juni 1984 in Los Angeles geboren. Er gab 2004 sein Filmschauspieldebüt in den beiden Kurzfilmen Delusion und Dead Girl. 2006 war er in der größeren Rolle des Joey im Erotikfilm Love Is the Drug zu sehen. Im selben Jahr verkörperte er unter anderen in dem Film Love Is the Drug die Rolle des Troy Daniels und war in drei Episoden der Fernsehserie O.C., California als Surfer Kyle zu sehen. In den nächsten Jahren folgten Nebenrollen in Spielfilmen und Episodenrollen in Fernsehserien wie Dirt, Cold Case – Kein Opfer ist je vergessen oder CSI: NY. 2009 war er in einer Nebenrolle im Kinofilm Transformers – Die Rache zu sehen und stellte in drei Episoden der Fernsehserie 90210 die Rolle des Richard Carter dar. Ab 2010 nahm die Anzahl seiner Mitwirkungen an Film- und Fernsehproduktionen merklich zurück. Er spielte Rollen in überwiegend kleineren Filmproduktionen und war 2012 in jeweils einer Episode der Fernsehserien Body of Proof und The Client List zu sehen. 2013 verkörperte er die Rolle des Clem in zwei Episoden der Fernsehserie Voll Vergeistert. 2014 war er als Alexander zuletzt in zwei Episoden der Fernsehserie Die Autodiebe zu sehen. 2016 übernahm er für den Kurzfilm Is This Real? die Regie und Produktion und schrieb zudem das Drehbuch. im Folgejahr war er in gleichen Funktionen für den Kurzfilm Choice verantwortlich, übernahm aber auch Tätigkeiten an der Kamera und dem Filmschnitt.

## Filmografie

### Schauspieler
- 2004: Delusion (Kurzfilm)
- 2004: Dead Girl (Kurzfilm)
- 2005: Smile
- 2006: Miracle Dogs Too
- 2006: Love Is the Drug
- 2006: Boy Culture – Sex Pays. Love costs (Boy Culture)
- 2006: Alone with Her
- 2006: O.C., California (Fernsehserie, 3 Episoden)
- 2006: Pray for Morning
- 2007: You Are Here
- 2007: Dirt (Fernsehserie, Episode 1x11)
- 2007: Cold Case – Kein Opfer ist je vergessen (Cold Case) (Fernsehserie, Episode 4x20)
- 2007: The Bill Engvall Show  (Fernsehserie, Episode 1x08)
- 2007: Cane (Fernsehserie, Episode 1x01)
- 2008: The Horror Vault
- 2008: Fashion Victim
- 2008: Flu Bird Horror (Fernsehfilm)
- 2008: Text
- 2008: CSI: NY (Fernsehserie, Episode 5x02)
- 2008: Woke
- 2009: Transformers – Die Rache (Transformers: Revenge of the Fallen)
- 2009: 90210 (Fernsehserie, 3 Episoden)
- 2010: Downstream
- 2010: Burlesque
- 2011: Beach Bar – The Movie
- 2012: Body of Proof (Fernsehserie, Episode 2x13)
- 2012: The Client List (Fernsehserie, Episode 1x04)
- 2012: Music High
- 2012: The Internet Date (Kurzfilm)
- 2012: Making Change
- 2013: Voll Vergeistert (The Haunted Hathaways) (Fernsehserie, 2 Episoden)
- 2014: Die Autodiebe (Chop Shop) (Fernsehserie, 2 Episoden)

### Filmschaffender
- 2016: Is This Real? (Kurzfilm)
- 2017: Choice (Kurzfilm)